# Panagiotis Vlachodimos
Panagiotis Vlachodimos (griechisch Παναγιώτης Βλαχοδήμος, * 12. Oktober 1991 in Stuttgart-Wangen) ist ein deutsch-griechischer Fußballspieler.

## Karriere

### Verein
Vlachodimos ist der Bruder des Fußballtorwarts Odisseas Vlachodimos. Er begann 1996 beim damaligen VfL Stuttgart-Wangen (heute SportKultur Stuttgart) mit dem Fußballspielen. Im Jahr 2001 wechselte er zum VfB Stuttgart. In der Saison 2007/08 erzielte er in der Gründungssaison der B-Junioren-Bundesliga in 23 Spielen vier Tore und belegte mit der Mannschaft am Saisonende den dritten Platz in der Staffel Süd/Südwest. Mit 22 Spielen und zwei Toren von Vlachodimos beendete die U-19 des VfB Stuttgart die Spielzeit 2008/09 in der Staffel Süd/Südwest der A-Junioren-Bundesliga auf dem fünften Platz. Vlachodimos gab am 3. April 2010 am 32. Spieltag der Saison 2009/10 noch als A-Jugendspieler für die zweite Mannschaft des VfB Stuttgart in der 3. Liga gegen Wacker Burghausen sein Profidebüt.
Zur Saison 2011/12 wechselte Vlachodimos nach Vertragsgesprächen mit dem ehemaligen Bundesligaprofi und Sportdirektor Konstantinos Konstantinidis zu Skoda Xanthi in die griechische Super League. Dort kam er in der ersten Spielzeit zu 27 Einsätzen und erzielte drei Tore. Anfang Mai wurde ihm der Titel Rookie of the Year verliehen. Damit war er der beste Neuling der griechischen Liga.
Zur Saison 2012/13 verpflichtete der griechische Erstligist Olympiakos Piräus Vlachodimos. Er unterschrieb einen bis 30. Juni 2017 gültigen Vertrag.
Vlachodimos wurde in der Saison 2013/14 an den FC Augsburg verliehen. Sein Bundesligadebüt für die Augsburger gab er am 10. August 2013 (1. Spieltag) bei der 0:4-Niederlage im Heimspiel gegen Borussia Dortmund; dies blieb zugleich sein einziger Einsatz für die Augsburger in der Bundesliga. Bereits Ende 2013 wurde der Leihvertrag in gegenseitigem Einvernehmen vorzeitig aufgelöst. Bis zum Saisonende wurde er an den griechischen Erstligisten AO Platanias, in der Hinrunde 2014/15 an Ergotelis und ab Januar 2015 an den französischen Zweitligisten Olympique Nîmes ausgeliehen.
Im Sommer 2019 kehrte Vlachodimos in seine schwäbische Heimat zurück und schloss sich dem Drittligisten SG Sonnenhof Großaspach an. Er hatte am 23. August einen bis 2021 gültigen Vertrag unterschrieben. Bereits am nächsten Tag debütierte er als Einwechselspieler für seinen neuen Verein, der jedoch sein Heimspiel gegen Viktoria Köln mit 0:3 verlor. Mit 29 Ligaeinsätzen (5 Tore) gehörte Vlachodimos bei Großaspach zum Stammpersonal, der Klub stieg aber am Saisonende als Tabellenvorletzter in die Regionalliga ab. Vlachodimos verblieb mit seinem ablösefreien Wechsel zu Dynamo Dresden in der dritten Liga.

### Nationalmannschaft
Vlachodimos spielte bisher unter anderem für die griechische U-19 und U-21-Nationalmannschaft. Er wurde im April 2010 für die Eliterunde der U-19-Europameisterschaft 2010 erneut in diese Auswahl berufen.

## Titel und Erfolge
- Rookie of the Year (Griechenland): 2012
- Meister U-19-Bundesliga Staffel Süd/Südwest: 2010